# Vännfors
Vännfors is een plaats in de gemeente Vännäs in het landschap Västerbotten en de provincie Västerbottens län in Zweden. De plaats heeft 84 inwoners (2005) en een oppervlakte van 24 hectare. De plaats ligt aan de rivier de Vindelälven.